# 沖繩宇流麻市強姦殺人事件
沖繩宇流麻市強姦殺人事件是2016年4月28日發生在日本沖繩縣宇流麻市一起前駐日美軍士兵姦殺日本女子的事件。
2016年4月28日，美军嘉手纳空军基地一家合同公司員工、前美國海軍陸戰隊隊員辛扎托（Kenneth Franklin Shinzato）在宇流麻市企图性侵日本20歲女子岛袋里奈，並用双手勒住以及用刀刺岛袋里奈的脖子，用棍棒敲打岛袋里奈的頭部，隨後實施強姦。辛扎托在殺死岛袋里奈後，遗弃其尸体。4月29日上午，岛袋里奈男友向宇流麻市警察署报案，称女友失踪。5月19日，辛扎托遭到逮捕，在其供述下，警方在宇流麻市一座村庄附近發現岛袋里奈的遗体。检方依杀人及性侵致死罪起诉辛扎托。
2017年11月，辛扎托否认意图杀害岛袋里奈，但承认性侵。2017年12月1日，那霸地方法院判處辛扎托无期徒刑。